# Luciano Noguera Mora
Luciano Noguera Mora (Canaguá, siglo XX - Mérida, 11 de diciembre de 2021) fue un político venezolano, gobernador encargado de Mérida, diputado del extinto Congreso y embajador en Argentina y en el Vaticano.

## Biografía
Llegó a Mérida desde Capurí. Estudió en el Liceo Libertador y luego cursó derecho en la Universidad de los Andes. Se casó con Gladys Dávila, con quien tuvo cuatro hijos. Fundó el Grupo Abril a mediados de la década de 1950. Tras la caída de la dictadura de Marcos Pérez Jiménez, incursionó en la política.
Fue gobernador encargado de Mérida, diputado del extinto Congreso y embajador en Argentina y en el Vaticano.
Escribió dos ensayos, de Tulio Febres-Cordero y Mariano Picón Salas.